# Санґасте
Са́нґасте (ест. Sangaste alevik) — селище в Естонії, у волості Отепяе повіту Валґамаа.

## Населення
Чисельність населення на 31 грудня 2011 року становила 245 осіб.

## Історія
До 21 жовтня 2017 року селище входило до складу волості Санґасте повіту Валґамаа й було її адміністративним центром.

## Пам'ятки
- Лютеранська кірха святого Андрія (Sangaste Andrease kirik), пам'ятка архітектури[2]

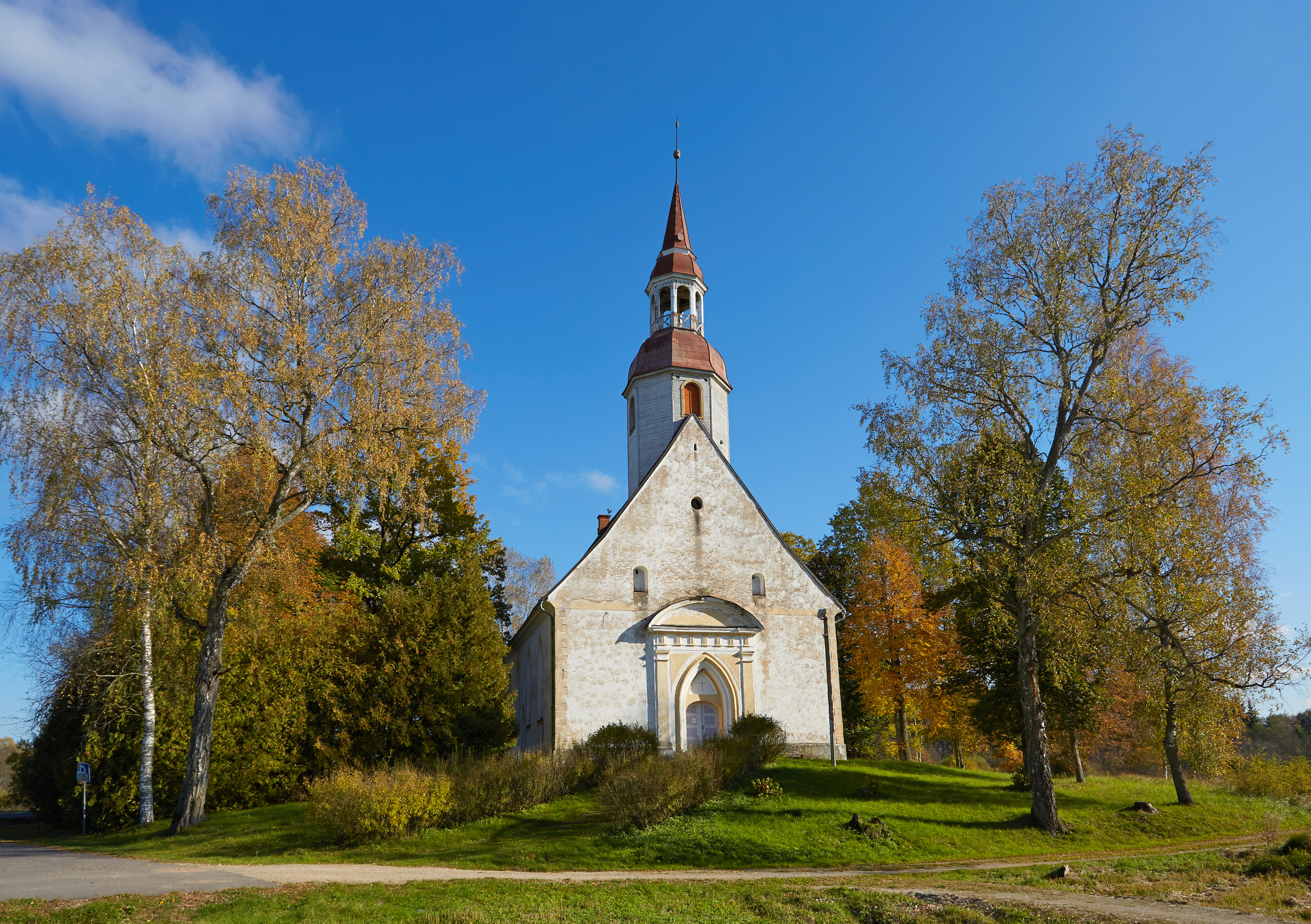
Кірха святого Андрія